# 菅円吉
菅 円吉（かん えんきち、1895年12月20日 - 1972年9月23日）は、日本の神学者、教育者、翻訳家。
立教大学名誉教授、立教大学文学部長、立教学院理事、立教高等女学校（現・立教女学院中学校・高等学校）校長、立教女学院小学校校長、立教女学院院長・理事、世界キリスト教協議会理事長、日本聖公会司祭。

## 経歴
出生から修学期
1895年、京都府で生まれた。父の菅寅吉は日本聖公会の聖職者で、岸和田聖保羅教会で牧師を務めた人物である。主教であるチャニング・ウィリアムズ（立教大学創設者）は、寅吉一家と一時期京都で生活を共にしたこともあり、その後も一家と深く親交した。寅吉の3人の子供たちは、洗礼名として長男の円吉から順にウィリアムズ、チャニング、ムーアとそれぞれウィリアムズの名前からとって名づけられ、ウィリアムズも子供たちを可愛がった。
京都帝国大学文科大学（現・文学部）哲学科で学び、1919年に卒業。アメリカに留学し、1922年にハーバード大学神学大学院を卒業し、MTh（神学修士号）を取得。
神学者として
1923年、立教大学教授に着任。昭和初年の社会的キリスト教の運動に参加。学生キリスト教運動を指導し、自由主義神学の立場で教会を批判した。1933年頃、ウィサー・トーフトら欧州の神学者と接して、弁証法神学を容れて、カール・バルト神学を研究。1927年、妻・支那（日本女子大学第4代校長井上秀の長女）と結婚。支那は、1928年に日本女子大学校の教授に就任した。立教大学での教え子に広安孝夫（文部省文部事務官）がいる。
1941年、立教大学への女子入学を発議した。当時は菅は文学部哲学科長を務めており、哲学や宗教哲学を講じた。その他に、戦前には西洋倫理、哲学宗教史、宗教学に加えて英語も教えていた。
太平洋戦争後
1946年4月、立教大学文学部長となり、キリスト教学科を創設。立教高等女学校（現・立教女学院中学校・高等学校）、同付属初等学校（現・立教女学院小学校）の校長も兼務した。翌1947年からは立教女学院の小学校、中学校、高等女学校の校長を兼任した。同年9月には、立教小学校の創設が決定し、設立のための準備が進むが、その際に小学校設立の中心となったのが文学部長の菅円吉と文学部教授の森脇要であった。創設準備の実務は森脇が担った。
1950年、学位論文『輓近基督教学に於ける宗教哲学の問題』を東京大学に提出して文学博士号を取得。1961年に立教大学を定年退任し、立教大学名誉教授となった。
その後は立教女学院の院長に就いた。1938年から1951年まで立教女学院の理事も担っており、立教学院の理事も務めた。
信仰においては、1947年7月から1952年9月まで、日本聖公会東京教区、聖マーガレット教会の司祭を務めた。学界では、日本キリスト教学会、日本宗教学会、国際宗教研究所の要職も務めた。

### 委員・役員ほか
- 世界キリスト教協議会理事長
- 世界キリスト教協議会常務理事
- 世界キリスト教協議会中央委員[2]。

## 家族・親族
- 父：菅寅吉は日本聖公会の聖職者。
- 妻：菅支那は日本女子大学校教授を務めた。井上秀の娘。

## 著作

### 著書
- 『聖書への道』啓明社 1929
- 『基督教の転向とその原理』開拓社 1930
- 『宗教哲学の基礎概念』教育研究会 1930
- 『基督教社会化の理論』基督者学生運動出版部 1932
- 『聖書を読む人の為に』文書堂 1932
- 『現代の宗教哲学 現代哲学全集』日本評論社 1934
- 『宗教復興』日本評論社 1934
- 『基督者は現代に斯く生きる』聖公会出版社 1935
- 『基督教信仰問答』日本基督教青年会同盟 1937
- 『死と来世の問題』立教大学基督教青年会 1938
- 『バルト神学』弘文堂 1939
- 『基督教の中心問題 甦へりの研究』日本聖徒アンデレ同胞会 1940
- 『聖書の再認識 聖書研究の手引』日本基督教青年会同盟 1940
- 『転換期の基督教』畝傍書房 1941
- 『宗教 宗教哲学序説』育英書院 1944
- 『神への認識』白揚社 1948
- 『禮拜とは何か』ミカエル出版社 1948
- 『宗教概論』白揚社 1949
- 『死の問題』創元社(キリスト教叢書) 1953
- 『理性と啓示 神学における宗教哲学の問題』要書房 1953

- 『キリスト教概説 平信徒の神学』日本基督教青年会同盟(現代キリスト教シリーズ 1955
- 『ベルジャエフ』日本基督教団出版部(人と思想シリーズ) 1966
- 『カール・バルト研究』教文館 1968
- 『バルト神学研究 菅円吉論文集』菅支那編、新教出版社 1979
- 『キリスト教とは何か』竹内寛編、立教女学院キリスト教センター 1988

### 共著
- 『福音書講話』小島潤共著、河出書房(現代聖典講話) 1955

### 訳書
- 『宗教哲学及宗教学の本質』エルンスト・トレルチ著、大村書店 1926
- 『創造的キリスト』ドラウン著、警醒社書店 1927
- 『比較宗教史概論』ジョージ・フット・ムーア（英語版）著、啓明社 1928
- 『「哲学の神」と「啓示の神」 哲学者の神観と、信仰の創造神』ブルンナー著、立教大学哲学会(哲学パンフレット) 1933
- 『神と人：人格的存在に関する四つの研究』エミール・ブルンナー著、長崎書店） 1934
- 『死に至る病：弁証法的人間学』(キェルケゴール選集 1) 大村晴雄共訳、改造社 1935
- 『神学の根本問題』バルト著、三笠書房、現代思想新書） 1940
- 『カイロスとロゴス 歴史解釈の問題』パウル・ティリッヒ著、教文館 1943
- 『現代の宗教的状況 現代欧洲文化の宗教性』ティリツヒ著、後藤真共訳、日本基督教青年会同盟 1950
- 『キェルケゴール理解の鍵 その思想と弁証法的構造』ジョンソン著、後藤真共訳、創元社 1953
- 『現代ヨーロッパ神学』ヴィッサー・トゥーフト（英語版）著、新教出版社(基督教論叢) 1953
- 『教会の革新』ヴィサー・トーフト著、新教新書 1959
- 『新しき教会の生命と使命』ヴィサー・トーフト著、新教新書 1960
- 『キリストの王権』ヴィサー・トーフト著、新教新書 1963
- 『新約聖書の謎』E・ホスキンス（英語版）, N・デイヴィ著、日本基督教団出版部 1964
- 『創造論』カール・バルト著、吉永正義共訳、新教出版社、教会教義学 1973-1974

## 参考
- 菅 円吉とは - コトバンク
- 菅円吉とは - コトバンク